# 고파스
고파스(Koreapas)는 대한민국의 커뮤니티 웹 사이트로, 고려대학교 학생과 교직원을 대상으로 하며 주로 서울캠퍼스 학생을 대상으로 한 커뮤니티 웹사이트이다. 

예전에는 게시판 중 '호랭이광장' 등은 외부인 열람이 가능했으나 현재는 모든 게시판이 외부인 열람이 불가능하다. 2014년 7월 7일 이후로는 서울캠퍼스와 세종캠퍼스를 구별하고 있다.

## 역사
2007년 당시 고려대학교 총학생회에서 활동하던 박종찬(닉네임 고펑, 생명대 00학번)<이 만들었다. 박종찬은 고려대학교 서울캠퍼스에서 2008년 부총학생회장(제41대 총학생회)을 및 전국 총학생회 연합 세대교체의 대표를 역임하기도 하였고, 2012년 제45대 총학생회장을 역임하였다.
2007년 박종찬이 제41대 총학생회(2008년)의 부총학생회장으로 출마하였다. 하지만 박종찬이 웹 개발 능력이 있었기 때문에 총학생회 선거 시기를 제외하고는 상당 부분 운영에 관여하였다. 박종찬이 제41대 부총학생회장에서 물러난 이후로 공식적으로 공동 운영자 체제가 되어 박종찬과 고파파를 한꺼번에 팀고파파(Team Kopapa)라고 부르게 되었다.
새 운영자는 없으나 사이트 내외적으로 유저들의 도움을 받기도 했다. 이후 팀고파파 라는 이름으로 운영주체가 바뀌었으나 실상은 2인체제이다.
본래 고대공감대 총학생회의 공약으로 제작되었으나 출범 당시부터 총학생회로부터 독립 운영을 표방하였다. 개설 초기에는 고대공감대 총학생회 임기동안 총학의 지원을 받아 운영되었으나, 2007년 하반기 전체학생대표자회의(전학대회)에서 특별기구 인준이 재적 41명 중 찬성 13명, 반대 25명, 기권 3명으로 부결된 시점부터 어느 곳에도 소속되지 않은 애매한 상황을 유지하다 2009년 총학생회에 선거에서 고대공감대가 패배한 이후 학생회로부터 지원이 중단되어 서버가 압류되는 상황을 겪었다. 그 이후 고파스는 학생회의 지원을 거부하고 홀로서기에 성공하여 독자적으로 운영되고 있다.
고파스는 고려대학교 조직이나 학생회에 소속되어 있지 않다. 그러나 한국 대학 커뮤니티 간 연합 조직인 대학 커뮤니티 연합 네트워크(UCAN)에 가입되어 있으며, 고파스 운영자 박종찬이 UCAN의 1대 회장을 역임하였다.

## 인지도
랭키닷컴에서 대학/대학교 커뮤니티 분야 사이트 평가에서 오랜 기간 1위를 유지해 왔다.

## 언론에서의 인용
- 안희정 '고파스'에 연애담 공개…"고려대가 인생 결정"
- "자유없는 '자유게시판'에서 떠납니다" [깨진 링크(과거 내용 찾기)]
- 김연아 "고파스 깜짝글 저 맞아요" [깨진 링크(과거 내용 찾기)]
- 김연아, 高大 재학생 커뮤니티 깜짝 등장
- ‘650일 농성’ 기억에… 고려대생 ‘천막 알레르기’
- 대학 커뮤니티, 생활 컨텐츠부터 이슈까지…'대학의 활력소' [깨진 링크(과거 내용 찾기)]
- 고려대 기증 '헌혈증 50장'이 위독 산모 구했다
- 팔딱팔딱 살아있는 고파스

## 같이 보기
- 고려대학교
- 스누라이프
- 쿠플존